# Homo Ludens
«Homo Ludens» або «Людина, що грається» — класична книга нідерландського історика культури Йогана Гейзинги, написана 1938 року і вийшла друком нідерландською мовою 1939 року. Повна назва книги — «Homo Ludens. Досвід визначення ігрового елемента культури».
Ключовою думкою книги є дослідження провідного значення гри у виникненні й розвитку культури та наскільки сама культура має характер гри.

## Передісторія
Перші ознаки наукового зацікавлення концепцією «гри» у творчості Йогана Гейзинги, за словами самого науковця, відносяться до 1903 року. Цій проблемі він присвятив свою ректорську промову «Лінія кордону між грою та серйозним в культурі» в Лейденському університеті у 1933 році.
У подальшому Гейзинга читав серію лекцій в Цюриху, Відні та Лондоні під назвою «Ігрові елементи культури» (англ. The Play Element of Culture). Саме в результаті допрацювання цих виступів він написав книгу, яка відома під назвою «Homo Ludens. Досвід визначення ігрового елемента культури».
Книга була перекладена німецькою мовою у 1944 році в Швейцарії, англійською — у 1945 р. у Великій Британії, а також українською — 1994 р. у видавництві «Основи».

## Структура і короткий зміст
|  | Вік, щасливіший за наш, набрався якось сміливості й назвав наш вид Homo Sapiens. Коли ж із часом ми дійшли до усвідомлення, що, зрештою, не такі ми вже й розумні, як навіював нам вісімнадцятий вік у своєму схилянні перед розумом та в наївній життєрадісності, тоді новочасна мода вибрала на означення нашого виду слово Homo Faber — людина-творець. Але термін faber, хоч і не такий сумнівний, як sapiens, видається не менш характеристичним для означення людської істоти, адже й чимало тварин також творці. Проте є ще й третя функція, притаманна як людям, так і тваринам, і не менш важлива за розумування й творення. Це — гра. Мені видається, що після Homo Faber — і чи не на одному щаблі з Homo Sapiens — заслуговує на своє місце в нашій номенклатурі й Homo Ludens — людина, що грається. |

### I. Природа і значення гри як явища культури
Гра як така виходить за межі чисто фізичної або чисто біологічної діяльності. Гра — це значуща функція, себто вона має певне значення, сенс. Об'єктом дослідження книги є гра як особливий вид діяльності, як «значуща функція» та як соціальна функція, що проявляє себе у мові, міфах, ритуалах. Предметом дослідження є змагання й перегони, вистави та видовища, танці й музика, процесії, маскаради й турніри.
Гейзинга наводить такі ознаки гри:
- добровільність: гра вільна, вона — сама свобода. Гра за наказом — це вже не гра, а, в щонайкращому випадку, її силувана імітація
- наслідування «справжнього»: гра не є «звичайне» чи «справжнє» життя. Це радше вихід із рамок «справжнього» життя в тимчасову сферу діяльності, де панують її власні закони. Протилежність «гра — серйозне» завжди залишається нестійкою
- незацікавленість: не будучи «звичайним» життям, гра зостається поза сферою безпосереднього задоволення бажання і потреб
- обмеженість або відрубність: гра вирізняється на тлі «звичайного» життя і місцем дії, і тривалістю. Вона «розігрується» в певних часових і просторових рамках

Риси гри:
- повторюваність
- напруга
- правила гри
- таємничість («секрет»)

Функція гри в її вищих формах здебільшого може бути виведена з двох найголовніших аспектів, у яких вона виявляється. Гра — це змагання за що-небудь або ж представлення чого-небудь. Обидві ці функції легко поєднуються таким чином, що гра представляє змагання за щось або ж стає змаганням, хто краще за інших щось представить.

### II. Мовне вираження концепції гри
Усі народи грають в ігри, до того ж у напрочуд схожі ігри, одначе більшість мов надто по-різному підходить до ігрового поняття, не надаючи йому такої виразності чи широти відтінків, які воно має в сучасних європейських мовах. Про пізнє походження загального поняття гри свідчить і відсутність спільного індоєвропейського слова на означення «гри». У цьому розділі Гейзинга розглядає мовне вираження поняття «гри» у різних мовах:
- грецька: пайдіа (paidia, гра), агон (agon, змагання), специфічне закінчення — inda (для слів, що йменують різні дитячі ігри)
- санскрит: kridati (загальний термін), divyati («гра в кості»), lilayati («гойдатися»), vilasa («сяяти», від кореня las)
- китайська: ван (дитяча гра), чжен (змагання), сай (гра для отримання призу)
- блекфут: koani (дитяча гра), kachtsi (змагання, дорослі ігри), amots (перемога), skets (виграш), apska (парі)
- японська: іменник asobi і дієслово asobu («гра взагалі»), majime («серйозність»)
- арамейська: la'ab або la'at («сміятися»)
- арабська: la'iba (гра в цілому)
- латинська: ludus, від ludere (гра в цілому); в усіх романських мовах воно було витіснене похідним від jocus («жарт», гра в цілому)
- готська: laikan (стрибати)
- німецька: leich (верхньонімецька, «жвавий ритмічний рух»), spil (середньоверхньонімецьке, «гра»), spel (грання), pflegen (гра)
- нідерландська: plegen (гра), huwelijk (весілля, шлюб)
- ісландська: leikr i leika (давньоісландська, «вільно рухатись»)
- скандинавські: leik (гра в цілому)
- англійська: play (гра в цілому), game; у давньоанглійській (англомаксонській) мові — lacan і lac («гойдатися»), plega, spelian («представляти когось іншого»)

### III. Гра й змагання як чинник формування культури
Культура виникає у формі гри, вона розігрується від самого першопочатку. Навіть ті види діяльності, що безпосередньо спрямовані на задоволення життєвих потреб в архаїчному суспільстві тяжіють до ігрової форми. Змагання й виставляння як розвага не походять із культури — вони передують культурі. Священний ритуал і святкове змагання — дві форми, які котрі повсякчас і повсюди поновлюються і всередині котрих культура виростає як гра і в грі. Її невід'ємними супутниками є поняття виграшу та ставки (англ. gage, нім. Wette, лат. vadium).
На переконання Гейзинга, розуміння змагання як одного з чільних елементів суспільного життя здавна пов'язане з нашим уявленням про давньогрецьку культуру, особливо поняттям «агонального» (гр. agon, від якого походить термін «агонія») як одну з головних рис еллінської культури.
В основі суспільного життя на архаїчних стадіях культури лежить антитетична й агоністична структура самого суспільства, а весь духовний світ такого суспільства цілковито відповідає цій глибокій дуалістичній розділеності. На підтвердження цих слів Гейзинга звертається до досліджень традицій Стародавнього Китаю (сезонні змагання, чжан — «поступитися іншому»), Аннаму (змагання двох статей), «Магабгарати» (гра в кості), доісламського арабського язичництва (mu'aqara, «похвальба»), індіанців Британської Колумбії (потлач), тубільців-тробріанців Меланезії (кула), стародавньої Греції (iambos — ямб, «насмішка»), а також давньогерманських (gelp, gelpen — «слава», «глузування»), давньоскандинавської і давньофранцузької (gab, gaben — «кпини», «посміх») традицій.
Саме в грі від самого початку дається антитетична й агоністична основа для розвитку культури, оскільки гра старша й первинніша за культуру. Проте в процесі розвитку тієї чи іншої цивілізації давня культура мало-помалу обростає товстим шаром ідей, систем, понять, знань, доктрин, правил, норм, моральних засад й умовностей, які позірно втрачають всяку дотичність до гри. Культура серйознішає, відводячи грі лише другорядне місце.

### IV. Гра й правосуддя
Гейзинга намагається переконати у тому, що судочинству притаманні риси змагань. Судову тяжбу сторін греки вважали за агон, своєрідне змагання, обставлене жорсткими правилами здійснюване в освячених формах, де дві супротивні партії домагаються рішення третейського судді. Таким чином він доходить до висновку, що суд можливий у трьох формах: як азартна гра, як змагання і як словесний двобій.
Судовий процес для сучасної людини — це насамперед суперечка про справедливість і несправедливість, а питання виграшу чи програшу відступає на друге місце. Проте для правових уявлень давніших стадій культури ідея виграшу й програшу затьмарює ідею справедливості й несправедливості, невинності й провини, тобто етико-юридичну концепцію. Божественна воля, доля й випадок найкраще передають архаїчне уявлення про судочинство. Це відображено у грецькому понятті dike («право», «справедливість»), давньоєврейському thorah («право», «справедливість», «закон»), нідерландському слові lot («людська доля»), німецькому schicksal («посилати»), а також у поняттях вироку в німецькій (urteil) та англійській (ordeal) мові.
Іноді правова суперечка в архаїчному суспільстві набуває форми закладу-парі або навіть бігу наввипередки. Елементи парі в судочинстві виявляються двома способами: головна дійова особа б'ється об заклад на доведення своєї правоти (англ. wager, ставка — англ. gage, лат. vadium) або публіка у приміщенні суду, так і поза ним б'ється об заклад про те, чим же закінчиться справа.
Незважаючи на те, що з розвитком культури судовий процес цілком чи повністю, дійсно чи тільки зовнішньо втратив свої ігрові якості, проте він так і залишився словесним двобоєм. Справу вирішують не найточніші та найвиваженіше юридичні аргументи, а щонайрізкіші й щонайдошкульніші звинувачення. Для підтвердження цих слів, Гейзинга наводить архаїчні приклади судових змагань, зокрема, барабанні співочі двобої гренландських ескімосів — карібу, народний звичай германських країн Haberfeldtreiben («вигнання у вівсяне поле»), давньокитайські поєдинки, доісламські арабські змагання в похвальбі — munafara, давньоскандинавське mannjafnard та ісландське nidsang («пісня ненависті»), судове ораторське мистецтво в Афінській республіці часів Перікла й Фідія та Давньому Римі — jurgum від iusigium (ius+agree, «ведення суперечки»).

### V. Гра та війна
Відколи існують слова на означення бою і гри, чоловіки зазвичай називають війну грою. В архаїчному мисленні ці два поняття часто ніби зливаються воєдино. Адже всяка збройна боротьба, коли вона регламентується правилами, вже в силу самих цих обмежень набуває формальних характеристик гри. Війна втрачає свій ігровий характер, якщо сторони самі не накинуть собі певні зобов'язання, що дозволить їй залишитись в межах культури.
Поняття війни тільки тоді набуває чинності, коли особливий стан урочисто проголошеної загальної ворожості визнається відмінним від особистих сварок та міжродової кривавої помсти. Таке розрізнення враз переводить війну не тільки в агоністичну, а й в обрядову царину. Агоністичні елементи війни вступають у дію лише тоді, коли учасники конфлікту починають розглядати один одного як антагоністи, котрі борються за те, що кожен із них вважає за справедливу справу.
Нерозв'язний комплекс уявлень — від азартної гри до судового процесу — найяскравіше втілився в такому явищі архаїчної культури, як «двобій» («судовий двобій»), «герць». Такий самий лудичний характер має «дуель» як форма відплати за поганьблену честь.
Війна розглядається як священний обов'язок, як справа честі й розігрується в більшій чи меншій відповідності до цього ідеалу. Такий ідеал шляхетності, втілений у міфах та легендах, є одним із найпотужніших рушіїв культури. Прикладом цього є ідея середньовічно-християнського лицарства, японське бусідо, ідеал «творчої» війни Спарти, а пізніше — «шляхетної людини» (honnete homme) XVII ст., а далі — джентльмена. Із поняття війни як шляхетної гри честі походить звичай попереджати супротивника про час і місце битви, обмін люб'язностями з ворогом, претензія на постійне «місце честі» в бойовому розташуванні чи вимога, щоб переможець іще три дні зоставався на полі бою. Саме в середовищі феодального аристократично-агоністичного життя архаїчного воїнства зародилася така людська чеснота як відданість — віддавання самого себе котрійсь особі, справі чи ідеї, без з'ясування, навіщо потрібне таке самозречення, без сумнівів у його постійній обов'язковості.
Коли остаточно складається дієва система міжнародних зобов'язань, заснованих на етиці, тоді для агоністичного елемента в міжнародних стосунках лишається мало місця, оскільки система намагається сублімувати інстинкт політичної боротьби в істинне почуття справедливості й рівності. Як тільки котрийсь із членів співтовариства держав відмовиться на практиці від зобов'язального характеру міжнародного права й проголосить інтереси та владу своєї групи єдиною нормою своєї політичної поведінки, тоді занепадуть не тільки останні рудименти споконвічного духу гри, але з ними й всяка претензія на культуру взагалі.

### VI. Гра й знання
Для архаїчної людини дія і відвага — це сила-влада, а знання — це магічна сила-влада. Для неї усяке особливе знання є священна мудрість, езотерична й чудодійна мудрість, адже всяке знання безпосередньо відноситься до космічного ладу. Змагання в езотеричному знанні корениться глибоко в ритуалі й становлять істотну частину цього ритуалу-обряду.
Загадка (англ. riddle, нім. Ratsel, нід. raden) — це священна річ, сповнена таємничої сили, а отже, річ небезпечна. У своєму міфологічному чи то обрядовому контексті вона майже завжди буває тим, що німецькі філологи знають як Halsratsel, буквально «горловою» або «головною загадкою», котру або відгадаєш, або складеш голову, будеш скараний на горло.
Первісно загадка була священною грою, тож як така вона нехтувала будь-які можливі межі, розрізнення поміж грою і серйозним. Згодом, у процесі розвитку цивілізації, загадка розгалужується у двох напрямках: як у бік містичної філософії, так, і з другого боку, до розваги.
Відповіді на запитання-загадку знаходять не в роздумах і не з допомогою логічних міркувань. Відповідь приходить достоту мов раптовий розв'язок, коли ти розв'язуєш пута, що їх наклав на тебе запитувач. Звідси як наслідок випливає те, що правильна відповідь ураз позбавляє запитувача сили. В принципі на кожне запитання є тільки одна відповідь. Її можна знайти, коли знати правила гри. А правила гри можуть бути граматичного, поетичного чи обрядового характеру, залежно від випадку.
У цьому розділі Гейзинга наводить приклади ведичної традиції (Упанішади, брахманізм), «Магабхарати», «Міліндапанья» («Запитання царя Менандра»), давньогрецької традиції (апорії, софістика, Зенон Елейський, Геракліт, Емпедокл), давньоскандинавської традиції (еддична міфологія, «Розмова Вафтрудніра», «Видіння Гюльві»), зороастризму (теологічні бесіди Заратустри, канон «Зенд-Авести»), релігійні диспути часів Реформації, питальники імператора Фрідріха II Гогенштауфена («Сицилійські запитання»). Усі ці філософування пройняті сильним почуттям агоністичної структури універсуму. Процеси, що відбуваються в житті, в космосі, розглядаються як одвічна боротьба протилежностей, і ця боротьба є основоположним принципом існування.

### VII. Гра й поезія
В будь-якій живій, квітучій цивілізації, і насамперед в архаїчних культурах, поезія виконує вітальну функцію, яка є соціальною і літургічною заразом. Всяка давня поезія є водночас культ, святкова розвага, показ мистецтва, загадування загадки, виклад вчення, переконування, чарування, віщунство, пророцтво й змагання. Якщо релігія, наука, закон і політика в більш високоорганізованих формах суспільства поступово втрачають свої точки дотику із грою, як так яскраво виявлялися на ранніх стадіях цивілізації, поетична функція, народившись в ігровій царині, так і лишається в її рамках. Poiesis, по суті, — це ігрова функція.
Поезія у своїй первісній культуротворчій якості народжується у грі і як гра — священна, безперечно, гра; але завжди, навіть у своїй святенності, вона ступає на грані веселого самозабуття, жарту й розваги. Всяка поезія породжується грою: священною грою поклоніння богам, святковою грою залицяння, бойовою грою двобою, сперечальницькою грою похвальби, глузування й звинувачення, жвавою грою дотепництва й винахідливості.
Форми поезії вельми різноманітні: метричні й строфічні взірці, такі як рима, ритм, асонанс, алітерація, наголос і форма вираження, куди відносяться лірика, драма, епос. Те саме слушне й щодо мотивів у поезії: хоч би які численні були вони у тій чи іншій мові, а знайти їх можна скрізь і в усі часи. Спорідненість поезії з грою не обмежується лише зовнішніми ознаками — вона виявляється і в структурі самої творчої уяви.
Поєднання мотивів, притаманних архаїчній поезії можна знайти у фінському народному епосі «Калевала», поемі «Беовульф», піснях «інга-фука» жителів островів Буру та Бабар Ост-Індійського архіпелагу (святковий антифонний спів), малайському «пантун» (чотиривірш з перехресними римами), японському «хайку» (трьохрядковий вірш у п'ять або сім складів), поетичних змаганнях Давнього Китаю та Аннаму, епічній сваямвара («власний вибір»), законотворчості давньофризького права, давньоісландських кеннінгах, «закритій поезії» (trobar clus) трубадурів, «судах кохання» (Cours d'amour) Лангедоку XII століття.
Істинне ймення архаїчного поета — vates, одержимий, натхненний богами, той, хто марить. Він є Знавцем, sha'ir, як називали його давні араби. Постать прадавнього ватера в багатьох відношеннях представляє у давньоісландській літературі thulr, званий в англосаксонській мові thyle. В інші часи він виступає лише двірським поетом та оратором, і його посаду називають словом scurra — «блазень», «скоморох». Поминувши тульра германської древності, можна простежити, як первісний vates втілюється у шпільмані-жонглері (joculator) феодального Заходу.